# Sto lat Panie Staśku!
Sto lat Panie Staśku! – trzeci album Warszawskiego Comba Tanecznego, który został wydany 20 kwietnia 2018 przez Toinen Music w setną rocznicę urodzin Stanisława Grzesiuka. Na singel promocyjny wybrano piosenkę pt. „U Bronki wstawa”. Singel i cała płyta otrzymały nominacje do Fryderyków 2019 – laur za «Album Roku Folk / Muzyka Świata».

## Lista utworów
Opracowano na podstawie materiału źródłowego.
1. U Bronki wstawa (aut. nieznani)
2. Choć z kieszeni znikła flota (aut. nieznani)
3. Bujaj się Fela (muz. Tadeusz Kwieciński, sł. Stefan Wiechecki „Wiech”, A. Antoniewicz)
4. Kaziu nie bądź kiep (aut. nieznani)
5. Fabrykantka (aut. nieznani)
6. Antek (aut. nieznani)
7. Hanko (muz. Jakub Kagan, sł. NN)
8. Noc ciemna i zimna (aut. nieznani)
9. Niech żyje wojna (muz. NN, sł. Lucjan Szenwald)
10. Nie masz cwaniaka nad Warszawiaka (muz. S. Grzesiuk, sł. S. Wiechecki „Wiech”)
11. Tango grajcie mi (muz. Wiktor Krupiński, sł. St. Felix)
12. W Saskim Ogrodzie (muz. Władysław Dan, sł. Aleksander Jedlin)
13. Slowfox matrymonialny (muz. B.Goben, sł. Henryk Kotarski)
14. Ballada o Felku Zdankiewiczu (aut. nieznani)
15. Wszystkie rybki (aut. nieznani)
16. Nasza jest noc (muz. Stefania Górska, sł. NN)
17. Nie zawracaj kontrafałdy (aut. nieznani)
18. Gienio Piekutoszczak (aut. nieznani)
19. Serenada do kuchty (aut. nieznani)
20. Czarna Mańka (muz. Feliks Halpern, sł. Czesław Gumkowski)
21. Muzykalna rodzinka (aut. nieznani)
22. Wyznanie skruszonego ochlapusa (aut. nieznani)